# Acentrogobius pyrops
 Acentrogobius pyrops  es una especie de pez de la familia de los Gobiidae en el orden de los Perciformes.

## Hábitat
Es un pez de mar y de clima tropical y demersal

## Distribución geográfica
Se encuentra en Australia. 

## Observaciones
Es inofensivo para los humanos. 